# أوتيس بي. ثاير
أوتيس بي. ثاير (بالإنجليزية: Otis B. Thayer) هو كاتب سيناريو وممثل أمريكي، ولد في 1862 في الولايات المتحدة، وتوفي في 16 أغسطس 1935 بلوس أنجلوس في الولايات المتحدة.

## وصلات خارجية
- أوتيس بي. ثاير على موقع IMDb (الإنجليزية)
- أوتيس بي. ثاير على موقع قاعدة بيانات الفيلم (الإنجليزية)